# Eparchie Kolomyja
Kolomyjská eparchie ((latinsky) Eparchia Kolomyiensis, (ukrajinsky) Коломийська єпархія Української греко-католицької церкви) je eparchií Ukrajinské řeckokatolické církve se sídlem v Kolomyji. Katedrálou je Kostel Proměnění Páně v Kolomyji, až do roku 2012 byl katedrálou tamní kostel sv. Michaela. Eparchie je sufragánní vůči Ivanofrankivské ukrajinské archieparchii.

## Historie
Dne 20. dubna 1993 byla zřízena Eparchie Kolomyja-Černivci, která byla nejprve sufragánní vůči archieparchii kyjevské a od roku 2011 byla součástí Ivanofrankivské provincie. Papež František dne 12. září 2017 dal souhlas s rozhodnutím Biskupského synodu Ukrajinské řeckokatolické církve k rozdělení této eparchie na dve: eparchie Kolomyja a eparchie Černovice.